# 보림초등학교
보림초등학교는 대한민국 부산광역시 사하구에 있는 공립 초등학교이다.

## 학교 연혁
- 2005년 5월 6일: 개교
- 2020년 2월 21일: 제 15회 졸업식
- 2021년 2월 19일:  제 16회 졸업식

## 참고 자료
- 보림초등학교 - 한국교육학술정보원 학교알리미